# Noirmoutier-en-l'Île

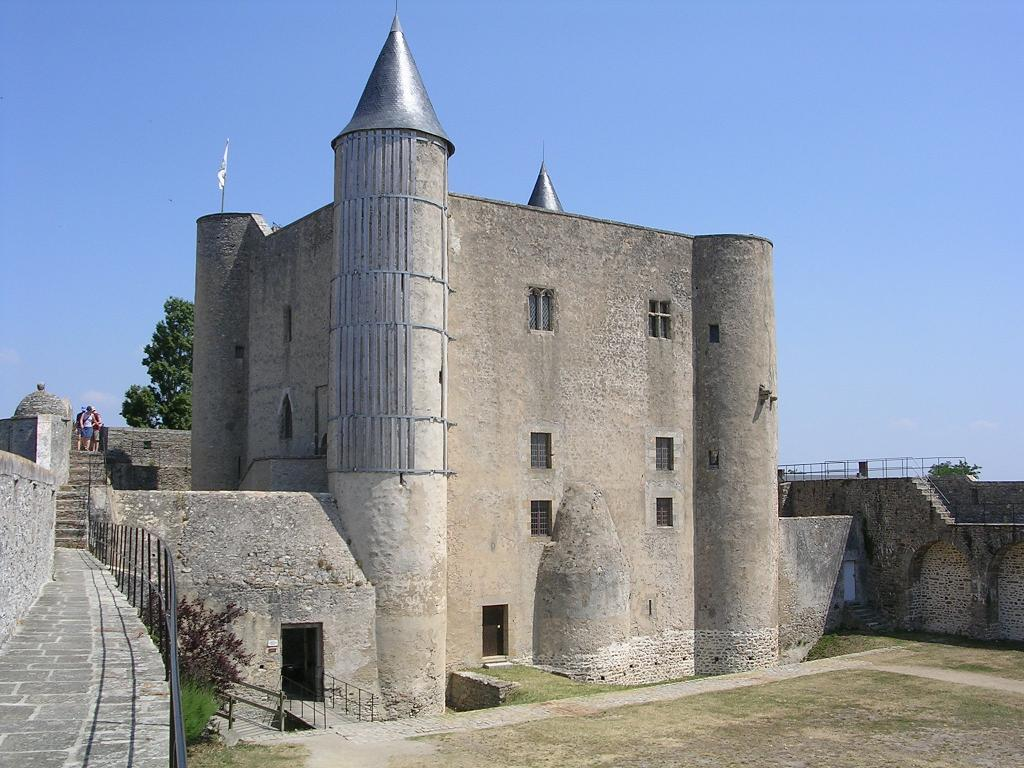
Castello de Noirmoutier

Noirmoutier-en-l'Île é um comuna francesa de 5.001 habitantes situada no departamento de Vandéia na região de Loira.
Localiza-se na ilha de Noirmoutier, no Oceano Atlântico.